# Jotnar (musikgrupp)
Jotnar är en spansk musikgrupp från Gran Canaria (Kanarieöarna) som grundades 2008 och spelar melodisk dödsmetal. Deras första och hittills enda verk är en EP på fem låtar under namnet "Giant" som släpptes 2012. Bandet har deltagit i spanska versionen av "W:O:A Wacken Metal Battle 2011" (där de gick vidare till final) och även deltagit i utländska evenemang som "METALCAMP 2012" (Slovenien) och "RockBitch Boat 2012" (Sverige).

## Medlemmar
Nuvarande medlemmar
- Mario Infantes – sång[1]
- Ben Melero – gitarr
- Elhadji N'Diaye – gitarr, bakgrundssång
- Octavio Santana – basgitarr
- Jose "Xurro" Rodríguez – trummor

Tidigare medlemmar
- Misael Montesdeoca – sång[2]
- Eduardo Rodríguez – sång (2008–2009)

## Diskografi
EP
- 2012 – Giant

Album
- 2017 - Connected/Condemned